# Research Papers in Economics
Research Papers in Economics (RePEc) ist eine Sammlung von Katalogen, Indexierungs- und Zitationsdatenbanken für wissenschaftliche Publikationen im Bereich der Wirtschaftswissenschaft und verwandten Disziplinen. Das Open-Access-Projekt wurde 1997 gestartet und basiert auf der Zuarbeit von Hunderten von Freiwilligen aus über 100 Ländern (Stand Juni 2021).

## Konzept
Den Kern des Projekts bildet eine dezentrale Datenbank, über die auf working papers, Preprints, Zeitschriftenartikel aus Fachzeitschriften  und Softwarekomponenten zugegriffen werden kann. Dabei stellt RePEc nicht die Volltexte selbst, sondern die bibliografischen Informationen zur Verfügung. Durch weiterführende Links sind allerdings über 3 Millionen Papiere (Stand: 2021) online im Volltext zugänglich. Obwohl die Downloads der meisten Artikel kostenfrei sind, bleibt das Urheberrecht bei den Autoren.
Das Besondere an RePEc ist, dass auch bibliografische Informationen von unveröffentlichtem Material gesammelt und zugänglich gemacht wird. Dabei ist dieses Freiwilligenprojekt auf die Teilhabe sowohl von Einzelpersonen, als auch von Institutionen angewiesen.
Wissenschaftler, die einer Institution ohne RePEc-Archiv angehören, können ihre Publikationen seit 2006 über das Munich Personal RePEc Archive (MPRA) veröffentlichen. Auf dem von der Universitätsbibliothek der LMU München betriebenen Dokumentenserver waren im Juni 2021 über 50.000 Dokumente verfügbar.
Wissenschaftliche Verlage wie Elsevier, Springer oder Oxford University Press listen ihre Veröffentlichungen aus dem Wirtschaftsbereich in RePEc. Research Papers in Economics ist mit der EconLit-Datenbank der American Economic Association vernetzt und erhöht somit die Zugänglichkeit, da die Publikationen auch über externe Suchanfragen gefunden werden können.

## Repec-Rankings
Interne Statistiken veranschaulichen, welche Artikel die meisten Downloads haben und es wird beispielsweise ein Ranking der 25 beliebtesten der über 50.000 Autoren erstellt. Im Mai 2021 belegten Andrei Shleifer, James Heckman und Daron Acemoğlu die ersten drei Plätze.